# Metopoplacis olivata
Metopoplacis olivata är en fjärilsart som beskrevs av George Francis Hampson 1909. Metopoplacis olivata ingår i släktet Metopoplacis och familjen nattflyn. Inga underarter finns listade i Catalogue of Life.